# カナダ沿岸警備隊
カナダ沿岸警備隊（カナダえんがんけいびたい、英語：Canadian Coast Guard、略称：CCG、仏語：Garde côtière canadienne）は、カナダの沿岸警備隊。水産海洋省に属し、人員は約6,500名。本部はオンタリオ州・オタワにある。

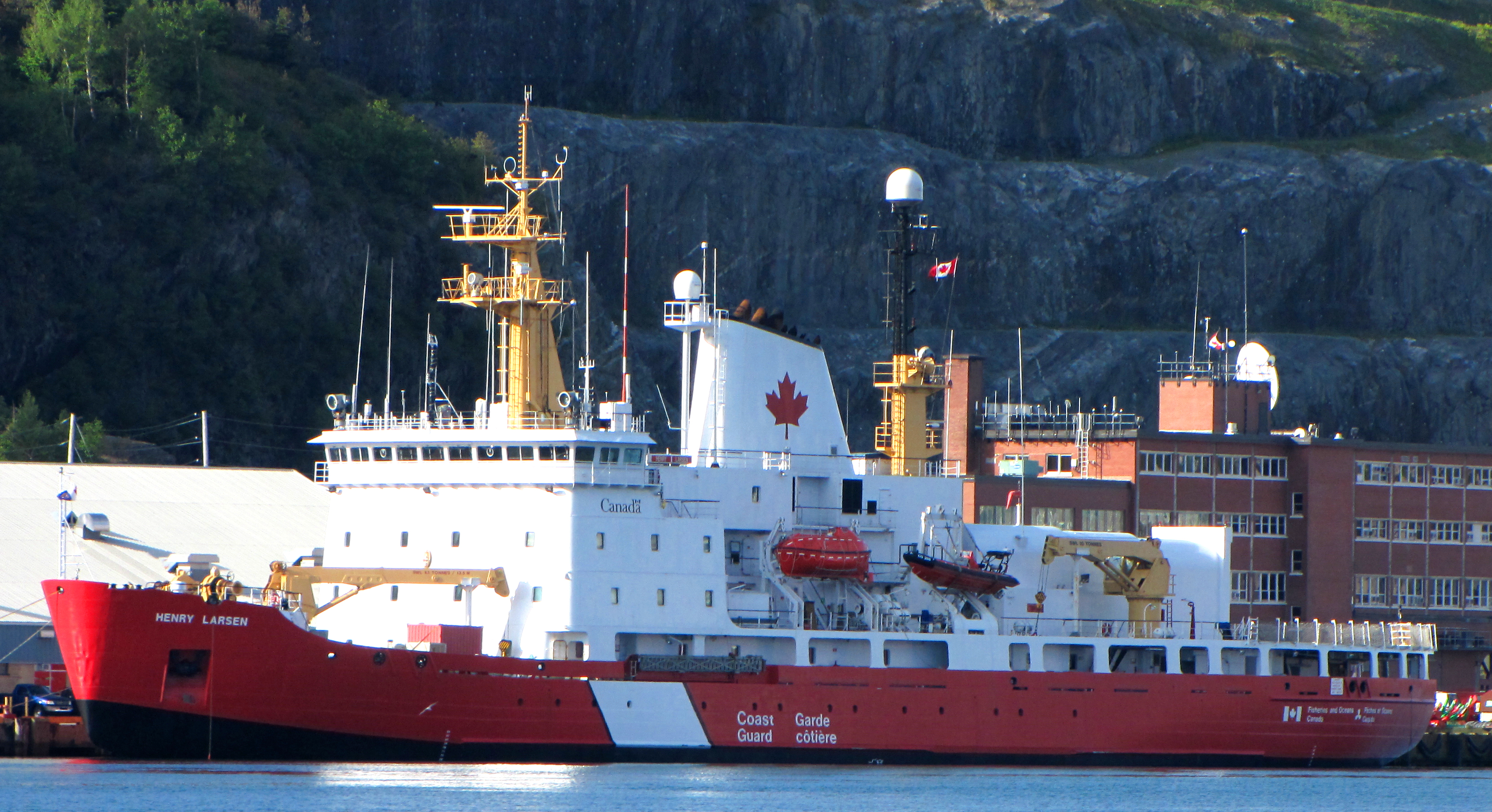
沿岸警備隊セントジョンズ基地に停泊中の中型砕氷船ヘンリー・ラーセン

## 使命
「カナダ沿岸警備隊は、政府の重要事項と経済繁栄を支持し、カナダ水域の地域安全、治安・安全保障に貢献する」。

## 権限
カナダ沿岸警備隊の権限は海洋法（Oceans Act）及びカナダ海運法（Canada Shipping Actに記されている。その主な目的は下記の通り。
- 航海の支援
- 海洋通信及び交通管制
- 砕氷及び海氷管理
- 海峡航路管理
- 海洋探査・救援
- 海洋汚染防止
- 船舶及び航空機等の提供による政府機関の支援

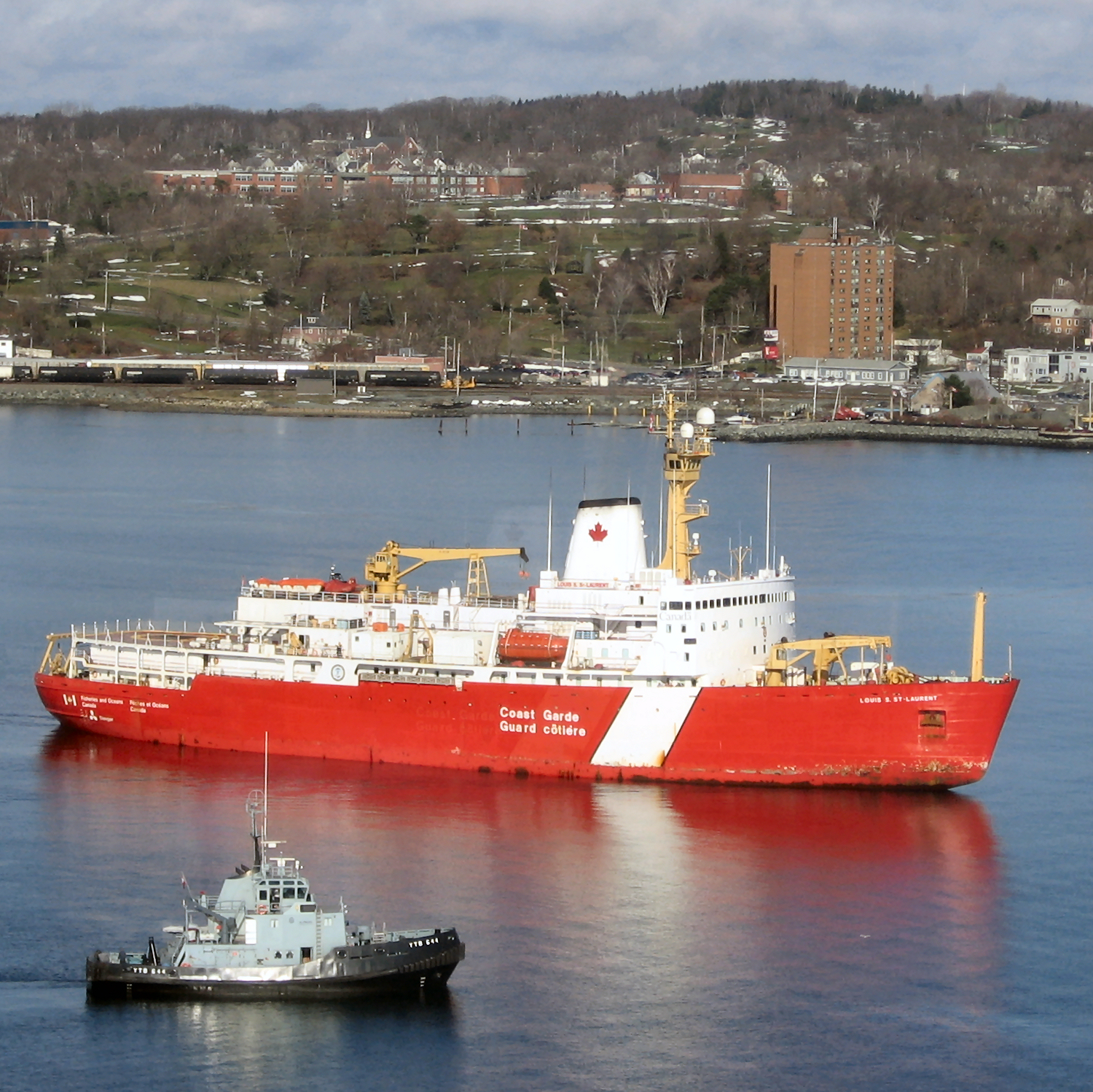
ハリファックス湾を航行中の大型砕氷船ルイ・S・サンローラン

## 非軍事組織
他国の沿岸警備隊と違い、カナダ沿岸警備隊は非軍事組織であり、軍隊ではない。カナダにおいて海上における軍事力はカナダ海軍、取締などの法執行業務は警察機関の責務である。
カナダ沿岸警備隊の隊員は軍人でも法執行官でもないが、軍事行動補完のために湾岸警備隊の艦船を運用したり、カナダ領海における海事法執行や治安維持のための協力体制として、他の法執行機関と共に連携行動を執る場合がある。

## 管轄地域

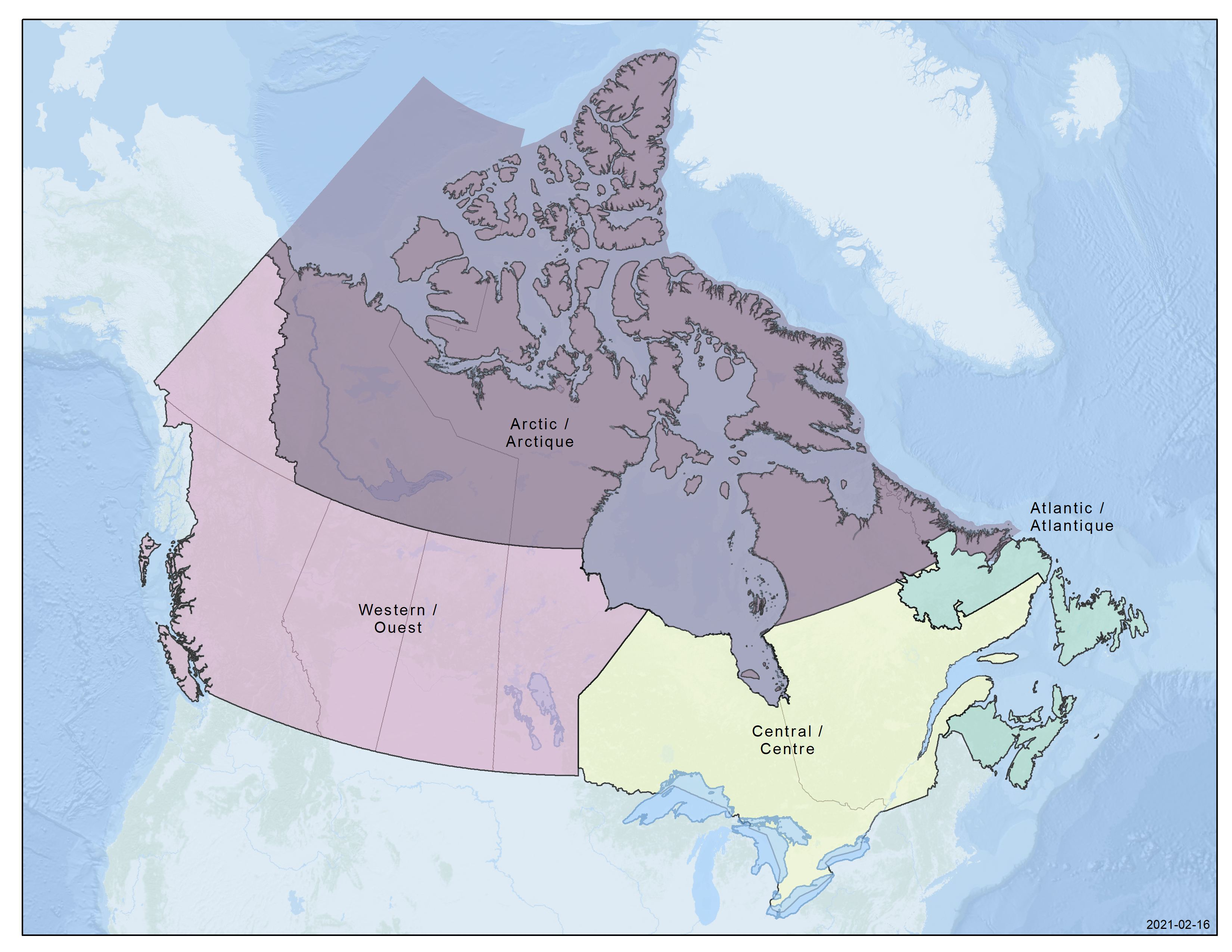
管轄地域

カナダ沿岸警備隊の管轄地域は202,080kmに及ぶ海岸線であり、国家として世界最長である。カナダ沿岸警備隊の艦船や航空機は、約2,300平方海里（800万平方キロメートル）の海洋及び内水をカバーするよう運用されている。